# 山丹州
山丹州（さんたんしゅう）は、中国にかつて存在した州。モンゴル帝国および大元ウルスの時代に現在の甘粛省山丹県一帯に設置された。
チンギス・カンによる西夏国征服後に次男のチャガタイに与えられており、太原路とともに初期チャガタイ・ウルスの投下領であった。

## 歴史
唐代の刪丹県を前身とする。唐代以後、山丹（刪丹）は長らく西夏国の領土であったが、1227年のチンギス・カンによる西夏国征服によってモンゴル帝国の領土となった。同年、西夏国の領土の内、沙州が長男ジョチ家のバトゥに、山丹が次男チャガタイに、西涼が三男オゴデイに、それぞれチンギス・カンによって分封された。ジョチ・チャガタイ・オゴデイ（西道諸王と総称される）にはこれ以前からモンゴル高原西部一帯、山西地方（平陽路・太原路・西京路）の領民（アイマグ＝投下）が均等に分配されており、沙州・山丹・西涼の分配もこれらと同様に「各王家均等」の原則に則って分割相続された領土であった。チャガタイは1228年に山丹の管理者としてアンチュルを任命し、アンチュルは山丹からチャガタイ・ウルス本拠地のイリ渓谷に至る駅伝（ジャムチ）を整備した。
1259年に第4代皇帝モンケが急死すると弟のクビライとアリクブケとの間で帝位継承戦争が勃発したが、この時クビライ即位を支持した数少ないチャガタイ系王族がアビシュカ、アジキの兄弟であった。アビシュカはアリクブケ派によって殺されてしまったが、クビライは生き残ったアジキを対中央アジア方面の司令官に抜擢し、アジキは1269年（至元6年）に始祖チャガタイ以来の領地である山丹城を本拠地とした。また、この時に従来の「刪丹」という表記を「山丹」に改めている。
朱元璋による明朝の建国後、山丹州には山丹衛が設置された。